# Fabian Gottlieb von Bellingshausen

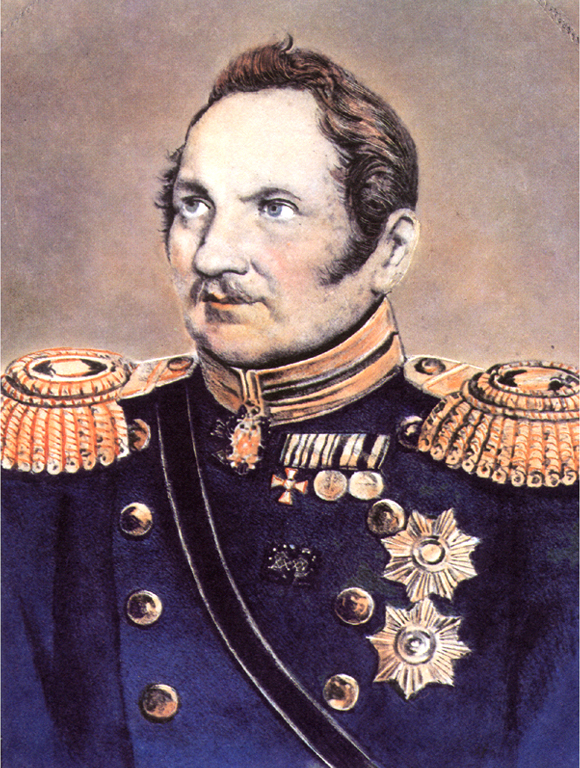
Fabian Gottlieb von Bellingshausen

Fabian Gottlieb Benjamin von Bellingshausen (russisch Фаддей Фаддеевич Беллинсгаузен, Faddei Faddejewitsch Bellinsgausen; * 9. Septemberjul. / 20. September 1778greg. Gut Lahhentagge (estnisch: Lahetaguse, heute Landgemeinde Saaremaa) auf Ösel (estnisch: Saaremaa); † 13. Januarjul. / 25. Januar 1852greg. in Kronstadt) war ein deutschbaltischer Seefahrer und Offizier der Kaiserlich Russischen Marine im Rang eines Admirals. Außerdem ist Bellingshausen mit dem US-Amerikaner Palmer und dem Briten Bransfield
einer der ersten Menschen, die den antarktischen Kontinent erblickten.

## Leben und Werk

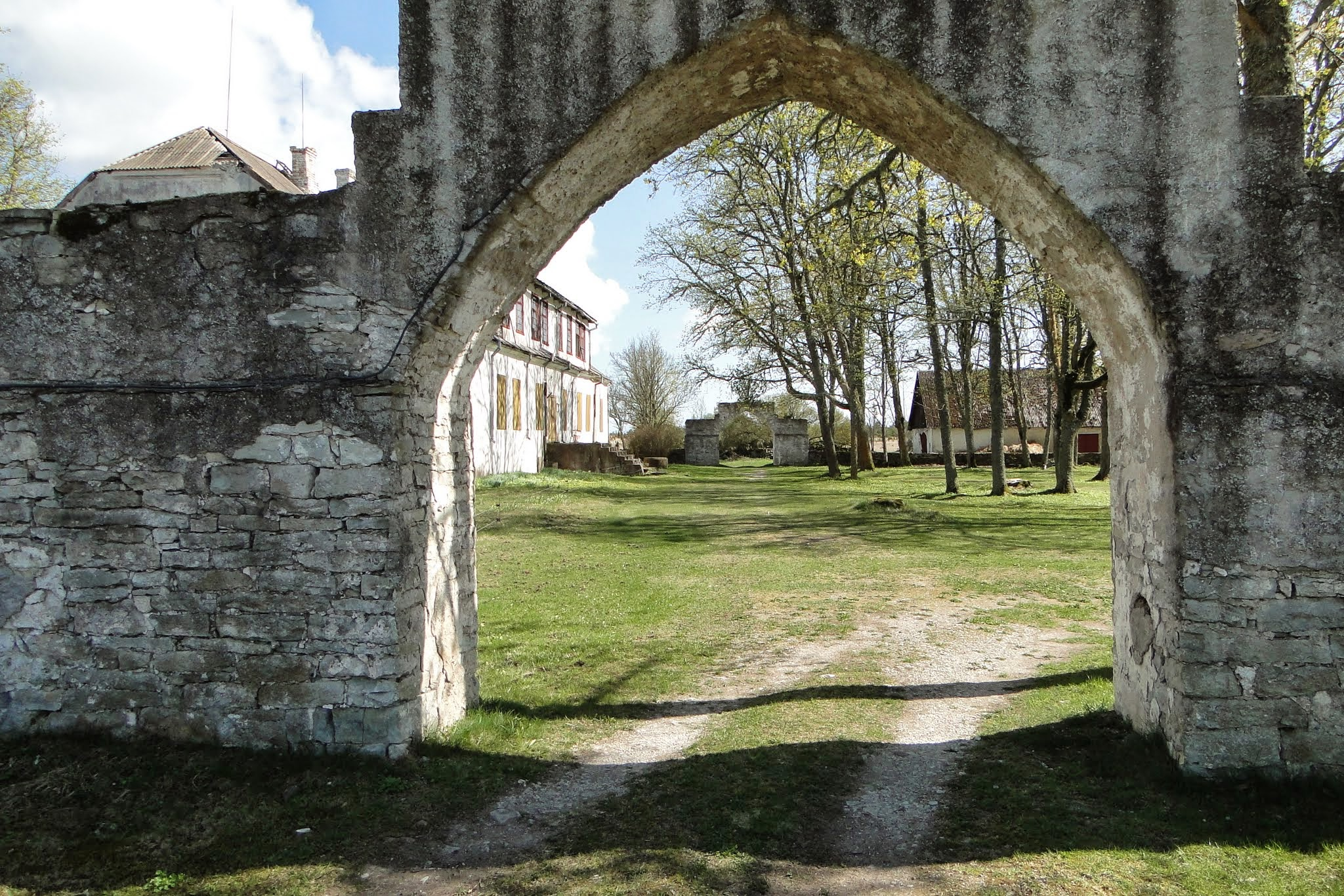
Der Landsitz der Familie von Bellingshausen auf Saaremaa (Ösel)

Fabian Gottlieb von Bellingshausen wurde als Sohn von Fabian Ernst von Bellingshausen und Anna Katharina von Folckern auf der estnischen Insel Ösel (heute Saaremaa) als Spross der deutschbaltischen Adelsfamilie Bellingshausen geboren. Er trat 1789 mit elf Jahren als Kadett in die Marine-Kadettenschule in Kronstadt ein. Im Jahr 1796 machte er seine erste Seereise nach England. 1797 wurde er Fähnrich zur See in der Kaiserlich Russischen Marine. 1803 bis 1806 diente er auf dem Schiff Nadeschda und nahm an der ersten russischen Weltumseglung unter A. J. von Krusenstern teil. Nach der Reise wurde er zum Kapitänleutnant befördert und war Kommandant verschiedener Schiffe der russischen Baltischen Flotte und der Schwarzmeerflotte.

Die erste russische Antarktisexpedition 1819–1821.

1819 wurde er mit der Leitung der vom russischen Zaren Alexander I. initiierten ersten russischen Expedition in die Südpolarregion beauftragt. Als Kapitän der von Benjamin Stuckey gebauten Sloop Wostok (935 t) brach er zusammen mit dem Versorgungsschiff Mirny (530 t, Konstrukteur: Iwan Kurepanow, Kapitän: Michail Lasarew) im August in Kronstadt auf. Auf der Hinreise wurde die Inselnatur der Südlichen Sandwichinseln erkannt, die James Cook für Gebiete einer größeren Landmasse gehalten hatte. In den 751 Tagen der Reise entdeckte die Expedition 29 neue Inseln im Pazifik und Atlantik. Den Ruf, Entdecker der Antarktis zu sein, erlangte Bellingshausen, weil er am 28. Januar 1820 erstmals den Rand eines „Eis-Kontinents“ sichtete. Bellingshausen hatte das Schelfeis beschrieben, das als Teil des antarktischen Kontinents betrachtet werden kann. Im Verlauf der eigentlichen Unternehmung wurde sechsmal der südliche Polarkreis überquert und die Antarktis umsegelt. Es war nach den Forschungsreisen James Cooks die zweite Expedition, die so weit nach Süden vorstieß. Im August 1820 wurde der 70. Breitengrad erreicht und dabei das antarktische Festland auf einem südlicheren Kurs als durch Cooks Expedition umsegelt.
1821 entdeckte die Expedition die der Antarktischen Halbinsel vorgelagerte Alexander-I.-Insel und die Peter-I.-Insel. Die Alexanderinsel hielt Bellingshausen für einen Teil des antarktischen Festlands. Dieser Irrtum wurde erst im Jahr 1940 bemerkt und korrigiert.
Im August 1821 kehrten die Schiffe der Expedition über den Atlantik nach Kronstadt zurück.
Nach der Rückkehr wurde Bellingshausen zum Kapitän zur See befördert und zum Verbandschef in der Baltischen Flotte ernannt. 1828 zum Vizeadmiral ernannt, nahm er bis 1829 an der Belagerung der Festung von Warna während des Russisch-Türkischen Krieges von 1828 bis 1829 teil. 1839 erfolgte die Ernennung zum Kriegsgouverneur und Hafenkommandanten von Kronstadt. 1843 wurde Bellingshausen zum Admiral befördert.
Die Beschreibung seiner Südpolar-Expedition erschien 1831 in russischer Sprache in Sankt Petersburg. Die deutsche Übersetzung Fabian von Bellingshausens Forschungsfahrten im Südlichen Eismeer 1819–1821 wurde erst 1902 veröffentlicht.
Fabian von Bellingshausen war seit 1828 mit Anna Dmitrijewna Baikowa (1808–1892) verheiratet.

## Würdigung

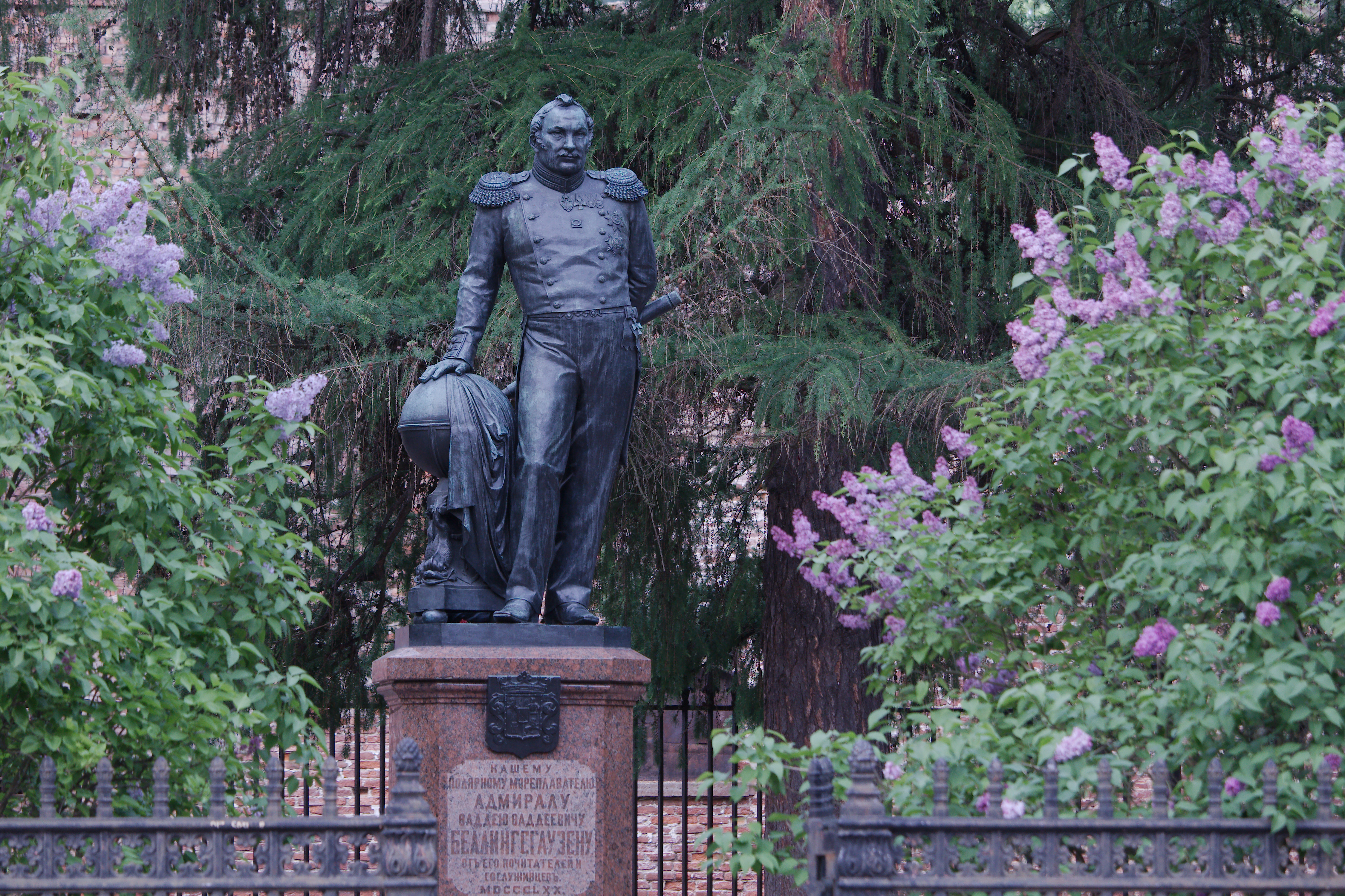
Kronstadt, Russland

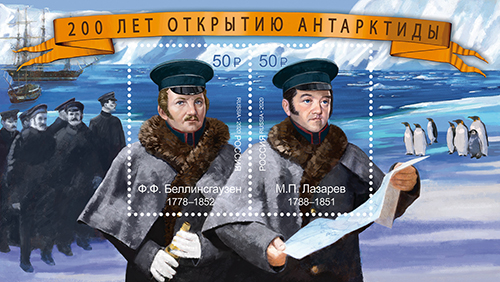
Russische Briefmarke 200-jähriges Jubiläum der Entdeckung der Antarktis (von Bellingshausen und M. P. Lasarew)

1840 wurde Bellingshausen für seine Verdienste der Alexander-Newski-Orden verliehen.
Nach ihm wurden zahlreiche geografische Objekte insbesondere in der Antarktis benannt:
1. Geographische Objekte
- ein Berg in Antarktika, siehe Mount Bellingshausen
- ein Berg im kanadischen Yukon-Territorium, siehe Mount Bellingshausen (Yukon-Territorium)
- die zu den Gesellschaftsinseln gehörenden Insel Belling(s)hausen oder Motu One (Gesellschaftsinseln)
- die zur Süd-Thule-Gruppe gehörende Insel Bellingshausen (Südsandwichinseln)
- die zum Südpolarmeer zählende Bellingshausen-See
- eine russische Station in der Antarktis, die Bellingshausen-Station
- ein Gletscher in der Antarktis, siehe Bellingshausen Dome
- ein Kap auf Sachalin, siehe Kap Bellingshausen
- eine Tiefsee-Ebene in der Bellingshausen-See, siehe Bellingshausen Plain
- ein Kap auf Südgeorgien, siehe Bellingshausen Point
- ein Küstenabschnitt der Peter-I.-Insel in der Antarktis, siehe Von-Bellingshausen-Küste

2. Astronomische Objekte:
- ein Asteroid, siehe (3659) Bellingshausen
- ein Mondkrater, siehe Bellinsgauzen (Mondkrater)

3. Technische Objekte:
- ein Airbus A320 der russischen Fluglinie Aeroflot trägt den Namen „F. Bellingshausen“
- die 1986 gebaute estnische Segelyacht Bellingshausen
- eine 2020 erschienene estnische 2-Euro-Gedenkmünze anlässlich des 200. Jahrestag der Entdeckung der Antarktis[7]